# Cédric Anger
Pour les articles homonymes, voir Anger.
 (février 2020).
Si vous disposez d'ouvrages ou d'articles de référence ou si vous connaissez des sites web de qualité traitant du thème abordé ici, merci de compléter l'article en donnant les références utiles à sa vérifiabilité et en les liant à la section « Notes et références ».
Cédric Anger, né en 1975 à Caen, est un réalisateur et scénariste français.

## Biographie
Cédric Anger collabore aux Cahiers du cinéma de 1993 à 2001. Il tourne son premier court métrage en 1999, puis co-scénarise avec Xavier Beauvois Le Petit Lieutenant et Selon Matthieu.
En 2007, il réalise Le Tueur, son premier film, qu'interprètent Gilbert Melki, Mélanie Laurent et Grégoire Colin.

## Filmographie

### Réalisateur
- 2002 : Novela (court métrage)
- 2007 : Le Tueur
- 2011 : L'Avocat
- 2014 : La prochaine fois je viserai le cœur
- 2018 : L'amour est une fête

### Scénariste
- 2000 : Selon Matthieu de Xavier Beauvois
- 2002 : Novela (court métrage)
- 2002 : Deux de Werner Schroeter
- 2005 : Le Petit Lieutenant de Xavier Beauvois
- 2007 : Le Tueur
- 2011 : L'Avocat
- 2014 : L'Homme qu'on aimait trop d'André Téchiné
- 2014 : La Prochaine fois je viserai le cœur
- 2017 : Nos années folles d'André Téchiné
- 2017 : Tout nous sépare de Thierry Klifa
- 2018 : L'amour est une fête
- 2023 : Les Âmes sœurs d'André Téchiné
- 2023 : Voleuses de Mélanie Laurent

## Nomination
- César du cinéma 2015 : Meilleure adaptation pour La Prochaine fois je viserai le cœur